# Муллуту-Суурлахт
Муллуту-Суурлахт (Mullutu-Suurlaht) — четвёртое по величине озеро в Эстонии, расположенное на острове Сааремаа, в двух километрах к западу от города Курессааре (Kuressaare). Озеро занимает площадь около 1440 га, в глубину достигает 2,1 м. По солёности озеро является солоноватым водоёмом. Муллуту-Суурлахт состоит из двух частей:
- Суурлахт (Келламяе (Kellamäe)) — восточная часть
- Муллуту — западная часть

Во время регулярных весенних паводков (до 1,16 м) озеро сливается с близлежащими водоёмами Паадла (Paadla), Вягара (Vägara) и Каалупеа (Kaalupea) и увеличивается, таким образом, в два с половиной раза. В озеро впадает река Насва длиной 3 км. Во время наводнения река течёт из моря в озеро, а в обычное время — наоборот. Поэтому озеро богато рыбой, в частности, там водятся карась, елец, плотва, линь, краснопёрка, угорь, пескарь, окунь, язь, уклейка, налим, щука, ёрш.
В северо-восточной части залива Суурлахт расположен небольшой (3 га) остров Рахину (Rahinu). Берега залива низкие, сложены из гравия и камня, местами илисты, песчаные или суглинистые. Две части озера разделены большим полуостровом Хидре Нукк (Hidre nukk). Заливы Муллуту и Вягара имеют очень низкие берега, поросшие тростником. На севере Муллуту достигает в глубину 0,2—0,3 м. В южной части, около устья Насвы, глубина озера достигает 1,7 м. Берега высотой 0,4 м, покрыты слоем песка и грязи. Залив Вягара имеет глубину 1,1 м. В Муллуту впадают реки Каармисе и Кярла, в Суурлахт — река Унимяе.